# زمین‌لرزه ۱۸۲۲ حلب
در بخش شمالی امپراتوری عثمانی (شمال سوریه کنونی و استان ختای ترکیه) در ۱۳ اوت ۱۸۲۲ توسط زمین لرزه بزرگی رخ داد. بزرگی تخمینی آن ۷٫۰ ریشتر و حداکثر شدت احساس شده IX (ویرانگر) در اروپا گزارش شده‌است. این زلزله ممکن است باعث ایجاد سونامی شده باشد که سواحل مجاور را تحت تأثیر قرار داده‌است. پس لرزه‌های مخرب بیش از دو سال ادامه یافت و مخرب‌ترین آن در ۵ سپتامبر ۱۸۲۲ بود. زمین لرزه در منطقه وسیعی از جمله رودس، قبرس و غزه احساس شد. مجموع تلفات گزارش شده برای کل این توالی زمین لرزه بین ۳۰٫۰۰۰ تا ۶۰٬۰۰۰ است، اگرچه ۲۰٬۰۰۰ به عنوان یک عدد محتمل تری در نظر گرفته می‌شود. خسارات در حلب به حدی بود که بسیاری از مردم از شهر نقل مکان کردند و بیشتر مرکز قدیمی تعمیر نشده باقی ماند و برخی از خانه‌های جدید با استفاده از قاب‌های چوبی در بیرون از دیوارهای ویران ساخته شدند. زلزله یکی از دلایلی بود که حلب به عنوان یک مرکز تجاری در این دوره کم‌اهمیت شد.